# Quatuor Chilingirian
Le Quatuor Chilingirian est un quatuor à cordes britannique fondé en 1971.

## Historique
Fondé en 1971 à Londres, il devient Quatuor-résident de l'Université de Liverpool (1973 - 1976) après avoir suivi des cours de Siegmund Nissel du Quatuor Amadeus. En 1976 il remporte le concours international des jeunes artistes de concert et devient Quatuor-résident du Royal College of Music de Londres.

## Membres
- Levon Chilingirian (en), premier violon, sur un Stradivarius de 1729
- Mark Butler (1971 - 1992), Charles Sewart, Richard Ireland, Ronald Birks (2010 -), deuxième violon
- Csaba Erdelyi (1980 - 1987), Louise Williams (1987 - 1995), Asdis Valdimarsdottir (1995 - 2002), Susie Mészaros (2002 - ), alto
- Philip De Groote, violoncelle sur un Cappa de 1697[1]

## Créations
- Mouvement pour quatuor à cordes 1988 de Alain Daniel
- Closer 1988 de Frédérick Martin

## Source
- Alain Pâris, Dictionnaire des interprètes, Bouquins/Laffont 1989, p.1057